# 约翰·梅尔文
约翰·梅尔文（英語：John Melvin，20世纪—），英国前男子赛艇运动员。他曾代表英国参加世界赛艇锦标赛，共获得一枚金牌和一枚银牌，均来自轻量级项目。